# Тукдам
Тукдам (тиб. святий розум) — посмертний стан, в якому досвідчений тантричний практик, за життя займався медитаціями стадії завершення анутара-йога-тантри (вищої йога-тантри).
Вважають, що у цьому стані можуть перебувати тільки окремі практики. Так за останні 50 років вчені нараховують 40 випадків стану Тукдам

## Окремі випадки
- Професор Генхугіюн Пуревбата — засновник і професор Монгольського інституту буддійського мистецтва в Улан-Баторі вивчає муміфіковані останки монгольського затворника, що сидить в позі лотоса. — Лама сидить в позі лотоса ваджра, ліва рука відкрита, і права рука символізує проповіді Сутри. Це ознака того, що лама не помер, але перебуває в дуже глибокій медитації відповідно до давньої традицією буддійських лам, — зазначає Генхугіюн Пуревбата. Мумія монаха в даний час охороняється в Національному центрі судово-медичної експертизи в Улан-Баторі.

- Доктор Баррі Керзіна, відомий буддійський чернець і лікар Далай-лами заявив, що «мав честь піклуватися про деяких медитуючих, що були в стані тукдам». - Якщо людина здатна протягом більше трьох тижнів залишається в цьому стані — що рідко зустрічається — його тіло поступово стискається… Це вищий стан близько до стану Будди. Якщо медитуючий зможе довго залишатися в цьому стані медитації, він може стати Буддою. Досягнення такого високого духовного рівня медитатора може сказати і на інших — все люди навколо будуть відчувати глибоке почуття радості, — вважає Баррі Керзіна.[2]